# 메소포타미아 신화

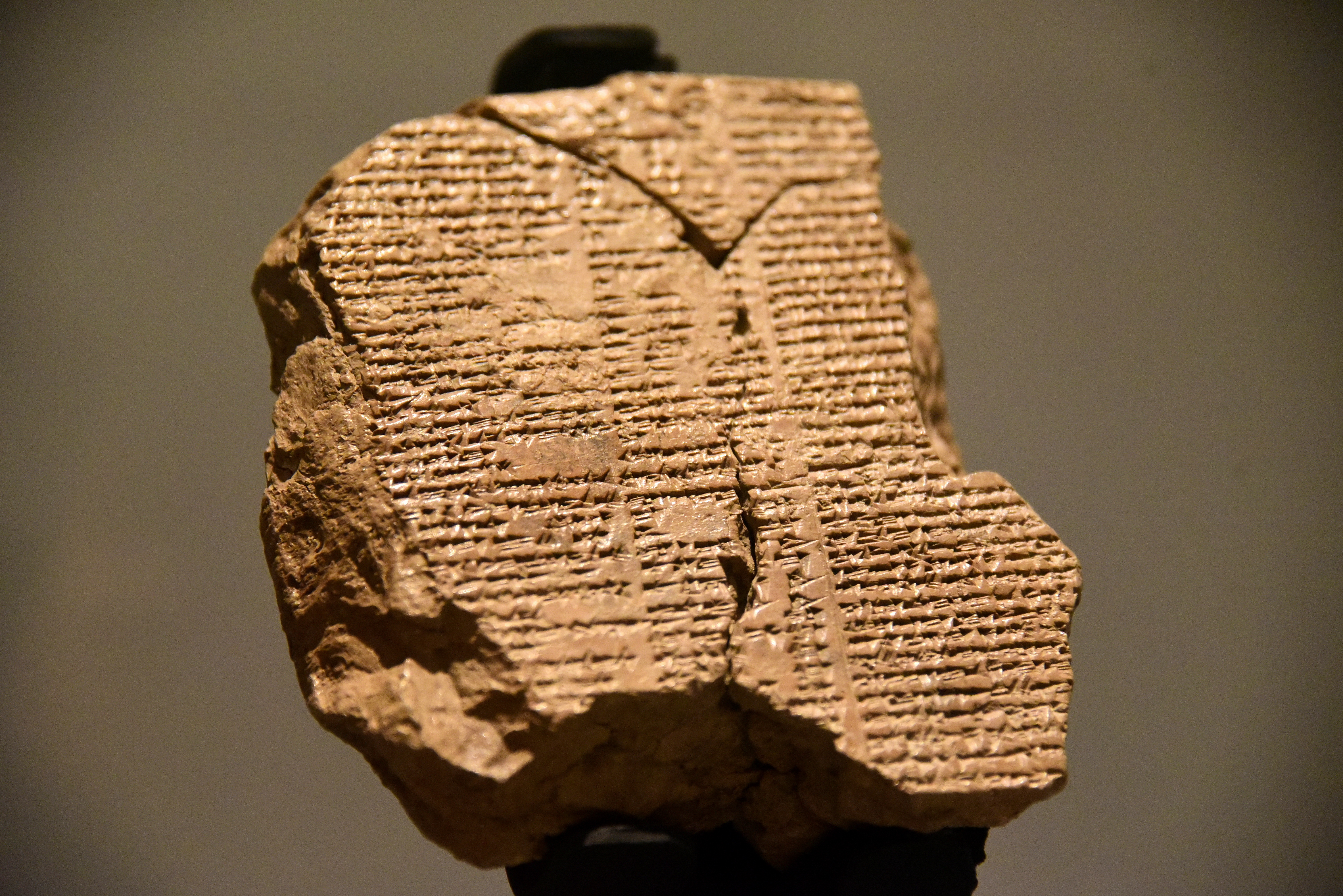
길가메시 서사시의 다섯 번째 점토판. 기원전 2003년~1595년 고(古) 바빌로니아 시대에 기록된 것으로 추정된다.

메소포타미아의 신화는 고대 메소포타미아(현 이라크) 지역, 즉 서아시아의 유프라테스강과 티그리스강 유역에서 발견된 경전 등에서 전래된 신화를 말한다. 기원전 3천년부터 서기 4백년 대까지 존속했던 수메르, 아카드, 아시리아와 바빌론의 종교에서 전해지는 신화이기도 하다.
쐐기 문자로 점토판에 기록된 장문의 문서들이 발굴되어 현대까지 전해졌으며, 이 중 일부는 인류사에서 가장 오래된 서사시로 여겨진다. 이러한 신화들은 메소포타미아 문명이 공유한 사상 및 우주관을 엿볼 수 있는 단서가 되기도 한다.
수메르인의 도시에서는 주신과 여러 신을 섬겼는데, 폭풍신 엔릴은 니푸르에, 하늘의 신 아누는 우루크에, 수신(水神) 엔키는 에리두에, 월신(月神) 난나르는 우르에 자리를 잡았다. 전쟁과 풍요의 여신 이난나(이쉬타르)도 숭배되었다. 셈 사람들도 이 신들의 신앙을 답습했으나, 바빌론의 주신 마르두크(Marduk)는 엔릴과 합하여, 메소포타미아 판테온의 주신이 되었다.

## 창세 신화
메소포타미아 지역은 다양한 문화와 문명이 존재한 지역이며, 이 지역에서 구전(口傳)되거나 기록으로 전해진 이야기들이 상호 영향을 주고 받은 결과 여러 가지 창세 신화가 전해지게 됐다. 공통 주제는 비슷하나, 지역에 따라 한 신화에서 일어나는 사건의 순서는 조금씩 다르다.

### 아트라하시스
아트라하시스는 창세 신화의 이름인 동시에 이 신화의 주역이 되는 인물의 이름이다. 아슈르바니팔 도서관에서 발견된, 아시리아에서 전래되던 신화이다. 현재까지 보존된 기록물들은 아카드 기에 쓰인 것으로 추측된다.
아트라하시스는 위대한 여신 마미가 신들의 일거리를 줄이기 위해 신들 중 하나를 죽여 그 살점과 피를 진흙에 섞어 인간을 창조하는 것으로 시작한다. 인간의 수가 너무 늘자 엔릴은 인간의 수를 줄이려 기근과 가뭄 등의 재앙을 일으키다가 마지막으로 대홍수를 일으켜 쓸어버리려 한다. 이를 안타깝게 여긴 엔키는 아트라하시스에게 대홍수가 일어날 것이니 배를 지으라 하였고, 아트라하시스는 살아남아 신들에게 제물을 바치며 신들의 노여움을 달랜다.

### 에리두 창세 신화
에리두의 창세 신화는 아트라하시스와 내용이 유사하나, 기록이 전해지는 점토판들이 심하게 훼손되어 자세한 내용이 확인되지 않았다. 아트라하시스와 마찬가지로 대홍수를 다루는데 아트라하시스와 비슷한 주역이 지우수드라라는 이름으로 등장한다. 아트라하시스와 비슷한 시기에 기록된 것으로 추정되며, 아트라하시스의 기록은 현대 이라크의 북부인 아슈르바니팔 도서관에서 발견된 것과 달리 에리두 신화의 기록물은 동부인 니푸르에서 발견됐다.

### 에누마 엘리시
에누마 엘리시는 바빌론의 창세 신화로, 청동기 시대(기원전 3300년~기원전 1200년)에 쓰인 것으로 추정된다. 신들의 탄생과 천지 창조, 인간 창조 등을 포함하며, 바빌론의 신년 행사에 낭독되었을 것으로 보인다. 바빌론의 수호신이자 천지를 창조하고, 달력과 인간을 창조한 마르두크를 찬미하는 내용이 주가 되며, 아트라하시스와 마찬가지로 신들의 일거리를 줄이기 위해 인간이 만들어졌다는 내용이 전해진다.

## 영웅 서사시
영웅 서사시는 영웅들의 고난과 여정, 생애를 담고 있는 문학 장르이다. 전 세계에서 영웅 서사시가 전해져 내려오며, 각 사회의 가치관과 세계관을 엿볼 수 있다. 예를 들어 아버지를 존경하고 신에게 헌신하는 영웅이 등장하는 서사시가 전해져 내려오는 사회는 부계 중심의 종교적 사회였을 것으로 추측할 수 있다.

### 길가메시 서사시
길가메시 서사시는 가장 유명한 메소포타미아 신화 중 하나이며, 인류사에서 가장 오래된 문학 작품으로 꼽힌다. 초기에는 각기 존재하는 짧은 이야기였다가 기원전 18세기에 이르러 하나의 긴 서사시로 구성되었으며, 역사적 실존했던 수메르의 왕 길가메시가 주인공이다. 서사시의 전반부는 길가메시가 엔키두와 친구가 되어 모험을 하다가 엔키두가 죽음을 맞이하는 내용이다. 후반부는 엔키두의 죽음을 목격하고 죽음을 두려워하게 된 길가메시가 불로불사의 비법을 찾아 여행을 하다 실패하고, 죽음은 피할 수 없는 것임을 받아들인 길가메시가 우루크로 돌아와 현명한 왕이 되어 나라를 다스린다는 내용이다.

### 아다파 신화
아다파 신화는 기원전 14세기에 기록된 것으로 추정된다. 수메르의 사제였던 아다파는 엔키의 축복을 받아 끝을 알 수 없을 정도의 지혜를 지니게 됐다. 어느 날 아다파는 남풍에 날려가 바다에 빠졌고, 아다파는 남풍의 날개를 부러뜨려 다시는 남풍이 불지 못하게 했다. 그 죄로 안에게 불려가 재판을 받게 되는데, 엔키는 아다파에게 안이 주는 어떤 것도 먹거나 마시지 말라고 경고한다. 재판을 받는 아다파의 지혜로움에 감동한 안은 아다파를 치하하며 먹는 이에게 영생을 주는 음식을 주는데, 엔키의 경고에 따라 아다파는 그를 먹지 않아 영생을 얻지 못했다. 아다파 신화는 왜 인간이 인간이 죽음을 피할 수 없는 지에 대한 신화적 해설이며, 기독교의 원죄 설과 유사한 의식을 공유한다.

## 공통 주제
메소포타미아 신화에서는 영생에 이르거나 그를 추구하는 인물들이 공통적으로 등장한다. 아트라하시스(지우수드라, 우트나피쉬팀)는 신에게서 영생을 부여 받았고, 불로불사를 찾아 떠난 길가메시의 여행에서도 등장한다.
길가메시는 죽은 엔키두로부터 인간이 죽어서 저승에 가면 어떻게 되는 지를 전해 듣고, 죽음을 두려워하여 불로불사의 비법을 찾아 떠난다. 엔키두가 길가메시에게 전한 말은 다음과 같다.
"지하 궁전 도처에 왕관이 무더기를 이루고,
땅 위를 지배하던 왕관의 주인들은 
아누와 엔릴을 위해 고기를 굽고,
과자를 나르고, 잔에 물을 채우네."
왕이었던 자신도 저승에서는 보잘것없는 존재가 된다는 것을 알게 된 길가메시는 대홍수에서 살아남아 영생을 얻은 우타나피쉬팀을 찾아 떠난다. 아다파 신화도 아다파가 신이 주는 음식을 거부해 인간이 죽음을 피할 수 없게 됐다는 내용으로, 메소포타미아 사람들이 죽음과 영생에 큰 관심이 있었음을 알 수 있다.
인간이 신에게 봉사하기 위해 만들어진 존재라는 내용도 공통적으로 언급된다. 메소포타미아 신화들 대부분에서 인간은 신들의 노동을 덜거나 신들에게 제물을 바치기 위해 만들어진다. 또한 인간의 수가 너무 늘거나, 인간이 일으킨 소음으로 신의 심기를 거스르는 등의 이유로 신들이 역병과 가뭄 등의 재앙으로 인간의 수를 줄이는 이이갸도 공통적으로 나타난다. 신들이 인간을 줄이기 위해 내리는 이러한 재앙 중 가장 유명한 수단으로 대홍수를 꼽을 수 있다. 이와 같이 신화 속에서 묘사되는 인간의 위치는 메소포타미아 사람들의 위계의식, 즉 인간은 신에게 지배되는 존재라는 의식을 반영한다.

## 연구 자료
서아시아 지역에서 발굴된 석판과 점토판 기록물들이 메소포타미아 신화 연구의 주요 자료이다. 여러 지역에서 다양하게 변형된 신화들이 발견되며, 개별적으로는 큰 차이를 보이기도 하지만 공통적인 줄거리와 주제를 공유한다. 개별 신화에서 나타나는 차이는 메소포타미아 신화를 기록하고 있는 언어가 아카드어, 수메르어, 고대 바빌로니아어 등으로 다양하며, 한 언어로 기록된 신화가 다른 언어로 옮겨지는 등 번역의 과정에서 일어나는 오류가 오랜 시간에 걸쳐 일어나며 누적됐기 때문인 것으로 추적된다.

## 같이 보기
- 고대 근동의 종교
- 바빌로니아 종교

## 참고 문헌
- 이 문서에는 다음커뮤니케이션(현 카카오)에서 GFDL 또는 CC-SA 라이선스로 배포한 글로벌 세계대백과사전의 내용을 기초로 작성된 글이 포함되어 있습니다.